# Lista de prefeitos de Dom Basílio
Esta é a lista de prefeitos do município de Dom Basílio, estado brasileiro da Bahia.
| Nº | Prefeito                                   | Imagem                        | Partido                                          | Vice-prefeito                     | Início do mandato       | Fim do mandato                          | Observações                                                                |
| 1  | Cosme Alves Teixeira                       |                               | Partido Social Democrático PSD                   | ignorado                          | 7 de abril de 1963      | 1967                                    | Primeiro prefeito do Município, eleito em 1962 após a emancipação política |
| 2  | Osório Custódio Dourado                    |                               | Movimento Democrático Brasileiro MDB             | ignorado                          | 1967                    | 31 de janeiro de 1971                   | Prefeito eleito durante a Ditadura Militar                                 |
| 3  | José Caires Araújo "Zezito Caires"         |                               | Aliança Renovadora Nacional ARENA                | ignorado                          | 1º de fevereiro de 1971 | 31 de janeiro de 1973                   | Prefeito eleito durante a Ditadura Militar                                 |
| 4  | João Caires Chaves                         |                               | Aliança Renovadora Nacional ARENA                | ignorado                          | 1º de fevereiro de 1973 | 31 de janeiro de 1977                   | Prefeito eleito durante a Ditadura Militar                                 |
| 5  | José Caires Araújo "Zezito Caires"         |                               | Aliança Renovadora Nacional ARENA                | ignorado                          | 1º de fevereiro de 1977 | 1º de fevereiro de 1983                 | Prefeito eleito durante a Ditadura Militar                                 |
| 6  | José Maria Alves Caires                    |                               | Partido Democrático Social PDS                   | ignorado                          | 1º de fevereiro de 1983 | 31 de dezembro de 1988                  | Prefeito eleito durante a transição democrática                            |
| 7  | José Caires Araújo "Zezito Caires"         |                               | Partido da Frente Liberal PFL                    | ignorado                          | 1º de janeiro de 1989   | 31 de dezembro de 1992                  | Prefeito eleito em sufrágio universal                                      |
| 8  | Alfredo Machado Matias                     |                               |                                                  | ignorado                          | 1º de janeiro de 1993   | 31 de dezembro de 1996                  | Prefeito eleito em sufrágio universal                                      |
| 9  | Luciano Pereira Silva                      |                               | Partido Social Cristão PSC                       | ignorado                          | 1° de janeiro de 1997   | 31 de dezembro de 2000                  | Prefeito eleito em sufrágio universal                                      |
| 10 | Alfredo Machado Matias                     |                               | ignorado                                         | ignorado                          | 1° de janeiro de 2001   | 31 de dezembro de 2004                  | Prefeito eleito em sufrágio universal                                      |
| 10 | Alfredo Machado Matias                     | Partido da Frente Liberal PFL | Miguel Joaquim de Lima (PFL)                     | 1° de janeiro de 2005             | 31 de dezembro de 2008  | Prefeito reeleito em sufrágio universal |                                                                            |
| 11 | Luciano Pereira Silva                      |                               | Partido dos Trabalhadores PT                     | Roberval de Cássia Meira (PTB)    | 1° de janeiro de 2009   | 31 de dezembro de 2012                  | Prefeito eleito em sufrágio universal                                      |
| 12 | Marilton Tanajura Matias                   |                               | Partido Social Democrático PSD                   | João Dias Pereira (PMDB)          | 1° de janeiro de 2013   | 18 de janeiro de 2014                   | Prefeito reeleito em sufrágio universal                                    |
| 13 | João Dias Pereira "João Careca"            |                               | Partido do Movimento Democrático Brasileiro PMDB | Vago                              | 18 de janeiro de 2014   | 31 de dezembro de 2016                  | Vice-prefeito que assumiu em razão da morte do prefeito eleito             |
| 14 | Roberval de Cássia Meira "Roberval Galego" |                               | Partido da República PR                          | Fernando Silva Santos (PPS)       | 1° de janeiro de 2017   | 31 de dezembro de 2020                  | Prefeito eleito em sufrágio universal                                      |
| 14 | Roberval de Cássia Meira "Roberval Galego" | Partido Liberal PL            | Fernando Silva Santos (PSD)                      | 1° de janeiro de 2021             | 31 de dezembro de 2024  | Prefeito eleito em sufrágio universal   |                                                                            |
| 15 | Fernando Silva Santos                      |                               | Partido Social Democrático PSD                   | Álvaro Oliveira e Silva Neto (PT) | 1° de janeiro de 2025   | Atualidade                              | Prefeito eleito em sufrágio universal                                      |